# Cratere Afiba
Afiba  è un cratere sulla superficie di Venere.